# Andrea Paganella
Andrea Paganella (Roncoferraro, 3 dicembre 1974) è un politico italiano.
Capo della segreteria di Salvini, in precedenza ne è stato coordinatore della campagna; è stato anche assistente dello stesso quando era Ministro degli Interni, nonché socio di Luca Morisi. È consigliere della Fondazione Italia USA.
Alle elezioni politiche del 25 settembre 2022 si candida al Senato della Repubblica per la Lega, venendo eletto nel Lazio. Il 19 ottobre viene eletto Segretario del Senato con 86 voti.